# ジェイムズ・オールドリッジ

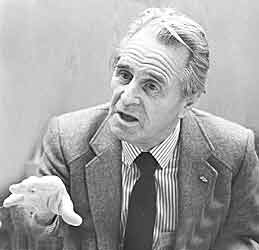
ジェイムズ・オールドリッジ (1987)

ハロルド・エドワード・ジェイムズ・オルドリッジ（英: Harold Edward James Aldridge、1918年7月10日 - 2015年2月23日は、オーストラリアの著作家。ビクトリア州のホワイト・ヒルズで生まれ、第二次大戦中にクレタ島の戦いを取材した。
1973年にレーニン平和賞を受賞する。

## 著作
- The Diplomat （1949年）
- Cairo - Biography of a City （1969年）
- Ride a Wild Pony （1975年）
- The True Story of Spit Macphee （1988年）
- The True Story of Lilli Stubeck （1989年）
- The Girl from the Sea （2002年）
- The Wings of Kitty St Clair （2006年）